# Halton (baronnie)
Pour les articles homonymes, voir Halton.

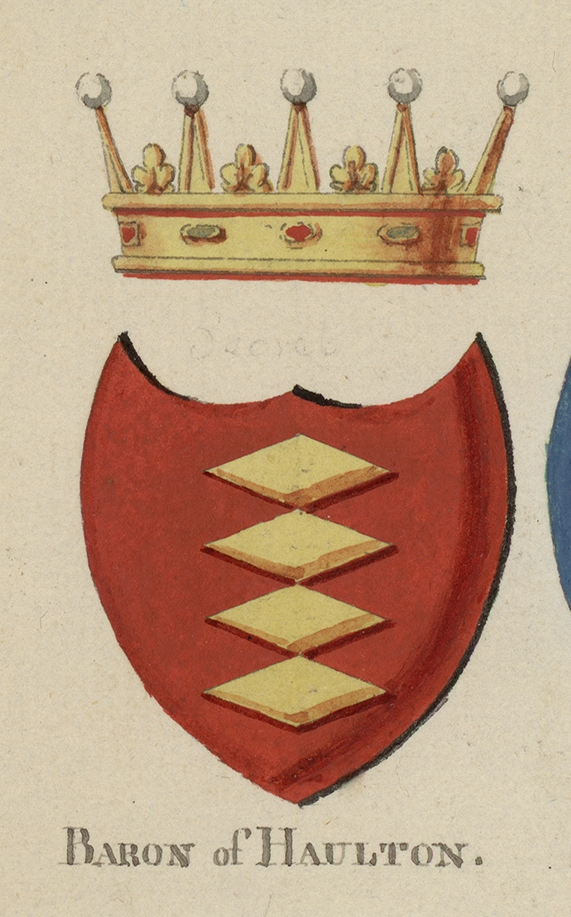
Blason du Baron de Halton

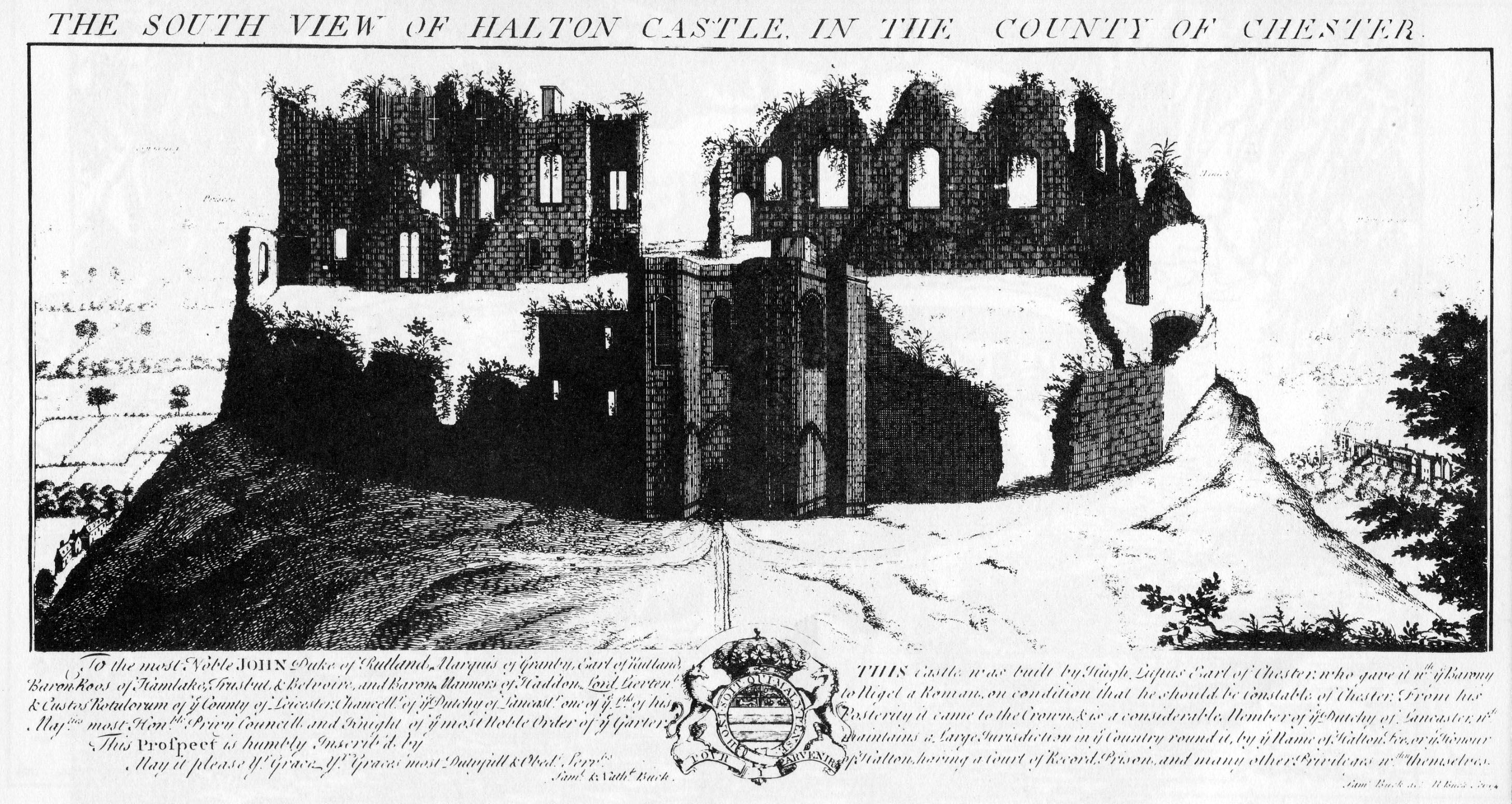
Le château de Halton au XVIIIe siècle

La baronnie de Halton, située dans le comté de Cheshire (Angleterre), fut un territoire féodal dépendant du comté palatin de Chester. Elle fut tenue successivement par quinze barons sous la suzeraineté du comte de Chester. Ce n'était donc pas une baronnie féodale anglaise traditionnelle, c'est-à-dire sous juridiction royale, mais une forme distincte de baronnie dépendant de la juridiction d'un comte palatin.
Après la Conquête Normande, Guillaume le Conquérant avait créé trois comtes pour protéger sa frontière avec le Pays de Galles : les comtes de Shrewsbury, Hereford et Chester. Hugues d'Avranches fut nommé comte de Chester et il désigna lui-même son cousin, Néel du Cotentin, en tant que premier baron de Halton. Halton était un village du Cheshire qui fait maintenant partie de la ville de Runcorn. On trouve en son centre une proéminence rocheuse sur laquelle était construit le Château de Halton, siège des barons de Halton ; de nos jours le château est en ruines.

## Liste des barons de Halton
1. Nigel de Cotentin (vers 1070-1080)
Il était également connétable héréditaire de Chester. En 1077, il combattit les Gallois lors de la bataille de Rhuddlan[3]. Il est quasiment certain qu'il construisit un château fort sur la colline de Halton mais il n'en reste rien à ce jour[4].
2. William fitz Nigel (en) (1080-1134)
Fils de Nigel de Cotentin. Il était également honoré du titre de Maréchal de l'armée du comte, une position importante dans la hiérarchie militaire normande. Outre ses terres de Halton, son fief incluait des terres ailleurs dans le Cheshire ainsi qu'en Normandie[3]. Il épousa l'aînée des filles de Yorfid, le baron de Widnes. Yorfid n'eut aucun descendant mâle et, à sa mort, les manoirs de Widnes, Appleton, Cronton et Rainhill, dans le Lancashire revinrent à William[2]. En 1115 il fonda le prieuré de l'ordre des chanoines réguliers de saint Augustin à Runcorn[5]. Il fut inhumé à Chester[3].
3. William fitz William (1134-1150)
Fils de William fitz Nigel. En 1134, il déménagea le prieuré de Runcorn vers un endroit situé à l'est de Halton qui devint le prieuré de Norton[2]. William mourut sans héritier en Normandie[2].
4. Eustace fitz John (en) (1150-1157)
Il obtint ce titre par mariage, sa seconde épouse étant la sœur de William fitz William. Il avait hérité de la  baronnie de Knaresborough et son premier mariage lui avait également apporté les baronnies de Malton et Alnwick[2]. Il fut tué lors d'un combat contre les Gallois[5].
5. Richard fitz Eustace (en) (1157-1171)
Fils d'Eustace fitz John. Il épousa une fille de la famille de Lacy de Pontefract[3].
6. John fitz Richard (en) (1171-1190)
Fils de Richard fitz Eustace. Il fut gouverneur en Irlande au service de Henri II. Mécène des sciences, il finança un astronome au château de Halton. Il fonda un monastère cistercien à Stanlow[2]. En 1190, il subventionna la seconde charte connue pour un ferry à Runcorn Gap. Il fut au service de Richard Cœur-de-Lion pendant la Troisième croisade et mourut lors du siège de Tyr[5].
7. Roger fitz John de Lacy (en) (1190-1211)
Fils de John fitz Richard, il adopta le patronyme de de Lacy. C'était un soldat renommé et il fut surnommé « Hell » (enfer) Lacy pour son audace militaire. En 1192 il fut également au service de Richard Cœur-de-Lion lors de la Troisième croisade. Plus tard, il servit dans l'armée du roi Jean sans Terre lors de sa tentative infructueuse de repousser la conquête française de la Normandie, à la suite de quoi il fut nommé haut-shérif du Lancashire. Il fut inhumé dans l'abbaye fondée par son père à Stanlow[5].
8. John de Lacy (1211-1240)
Fils de Roger. Il s'opposa au roi Jean sans Terre et fut l'un des barons chargés de s'assurer que le roi respectait les engagements de la Magna Carta. Par mariage, il obtint plus de titres, dont celui de comte de Lincoln. Il acquit également le manoir et le château de Bolingbroke. Lui aussi fut inhumé à Stanlow[2].
9. Edmund de Lacy (en) (1240-1258)
Fils de John, sur lequel on n'a que peu d'informations, à part qu'il fut aussi inhumé à Stanlow[3].
10. Henry de Lacy (1258-1311)
Fils d'Edmund. Il fut éduqué à la Cour et devint le principal conseiller d'Édouard Ier. Pendant la durée de l'engagement du roi dans les conflits militaires avec les Écossais, Henry exerçait la fonction de Protecteur du Royaume (Régent)[2]. Il transféra le monastère de Stanlow à Whalley[5]. Il mourut à son domicile de Londres, à Lincoln's Inn, et fut inhumé dans l'ancienne cathédrale Saint-Paul[2].
11. Thomas, comte de Lancastre (1311-1322)
Il obtint la baronnie de Halton grâce à son mariage avec Alice, la fille d'Henry. Il prit les armes contre Édouard II en 1322, mais cette rébellion n'aboutit pas. Il fut vaincu à la bataille de Boroughbridge, puis emprisonné dans son propre château de Pontefract. Quelques jours plus tard, il fut décapité hors des murs de la ville. Plus tard, un culte de martyr se développa à son sujet[5].
12. William Glinton (?) (1322-1351)
L'identité du 12e baron est incertaine. Il pourrait s'agir de Sir William Glinton, un éminent chevalier qui aurait pu obtenir le titre via un accord hors succession, ou bien en avoir exercé la charge du vivant d'Alice, la veuve de Thomas de Lancastre[2]. Une autre hypothèse fait du 12e baron le frère de Thomas, Henri de Lancastre[3].
13. Henry de Grosmont (1351-1361)
Il obtint la baronnie de Halton en tant que neveu de Thomas de Lancastre. Il fut le premier duc de Lancastre et l'un des premiers chevaliers de l'ordre de la Jarretière[5]. Il fut au service du roi en France et mourut de la peste bubonique[2]. Il fut inhumé à Leicester[3].
14. Jean de Gand (1361-1399)
Il obtint la baronnie par son mariage avec Blanche, fille et héritière du 13e baron. Il fut nommé régent pendant l'enfance de Richard II[2]. Lui aussi fut inhumé dans la cathédrale Saint-Paul[3].
15. Henry de Bolingbroke (1399-1413)
Fils aîné de Jean de Gand. Banni d'Angleterre par Richard II, il était en exil en France au moment de la mort de son père. Lorsqu'il rentra en Angleterre pour faire valoir ses droits à son héritage, le peuple se rallia à sa cause.  Richard II fut déposé et Henry fut couronné roi sous le nom de Henry IV.  Henry obtint du Parlement qu'il décrète que le Duché de Lancastre reste un bien propre de la monarchie régnante et la baronnie de Halton est maintenant intégrée à ce duché[5].

## Sources
- (en) Sanders, I. J. (1960), English Baronies: A Study of their Origin and Descent 1086–1327, Oxford: Clarendon Press, (OCLC 4814461271).